# غوستاف كونراد باور
غوستاف كونراد باور (بالألمانية: Gustav Bauer)‏ هو رياضياتي ألماني، ولد في 18 نوفمبر 1820 في آوغسبورغ في ألمانيا، وتوفي في 3 أبريل 1906 في ميونخ في ألمانيا.